# Cupa României 2011/12
Der Cupa României wurde in der Saison 2011/12 zum 74. Mal ausgespielt. Die offizielle Bezeichnung des Wettbewerbs lautete „Cupa României Timișoreana“. Im Endspiel, welches erstmals in der Arena Națională in Bukarest ausgetragen wurde, siegte Dinamo Bukarest gegen den Stadtrivalen Rapid Bukarest mit 1:0 und qualifizierte sich dadurch für die UEFA Europa League 2012/13.

## Modus
Die Klubs der Liga 1 stiegen erst in der Runde der letzten 32 Mannschaften ein. Es wurde jeweils nur eine Partie ausgetragen, das Halbfinale wurde in Hin- und Rückspiel entschieden. Fand nur eine Partie statt und stand diese nach 90 Minuten unentschieden oder konnte in beiden Partien unter Berücksichtigung der Auswärtstorregel keine Entscheidung herbeigeführt werden, folgte eine Verlängerung von 30 Minuten. Falls danach noch immer keine Entscheidung gefallen war, wurde die Entscheidung im Elfmeterschießen herbeigeführt.

## Sechzehntelfinale
| Datum              |                    | Ergebnis              |                             |
| ------------------ | ------------------ | --------------------- | --------------------------- |
| 20. September 2011 | CS Turnu Severin   | 2:2 n. V. (4:1 i. E.) | CS Mioveni                  |
|                    | FC Brașov          | 2:0 n. V.             | FCM Bacău                   |
|                    | Petrolul Ploiești  | 4:1                   | CS Concordia Chiajna        |
|                    | Oțelul Galați      | 3:1                   | Oltchim Râmnicu Vâlcea      |
| 21. September 2011 | CF Brăila          | 0:1                   | Gaz Metan Mediaș            |
|                    | Dunărea Galați     | 1:0                   | Sportul Studențesc          |
|                    | CSU Voința Sibiu   | 0:0 n. V. (3:4 i. E.) | CS Otopeni                  |
|                    | Pandurii Târgu Jiu | 5:0                   | CS Vișina Nouă              |
|                    | Astra II Giurgiu   | 1:0                   | Universitatea Cluj          |
|                    | FC Timișoara       | 2:0                   | Ceahlăul Piatra Neamț       |
|                    | Rapid Bukarest     | 4:1                   | Juventus Colentina Bukarest |
|                    | Astra Ploiești     | 1:0                   | CFR Cluj                    |
| 22. September 2011 | FCM Târgu Mureș    | 1:0                   | FC Viitorul Constanța       |
|                    | FC Vaslui          | 8:0                   | AF Voința Livezile          |
|                    | Steaua Bukarest    | 4:0                   | Sănătatea Cluj              |
|                    | Dinamo Bukarest    | 1:0                   | CS Luceafărul Oradea        |

## Achtelfinale
| Datum            |                    | Ergebnis              |                   |
| ---------------- | ------------------ | --------------------- | ----------------- |
| 25. Oktober 2011 | Gaz Metan Mediaș   | 1:0                   | Astra II Giurgiu  |
|                  | Oțelul Galați      | 2:1                   | FCM Târgu Mureș   |
| 26. Oktober 2011 | Pandurii Târgu Jiu | 0:0 n. V. (3:2 i. E.) | FC Brașov         |
|                  | Dinamo Bukarest    | 5:0                   | CS Turnu Severin  |
| 27. Oktober 2011 | FC Vaslui          | 4:1                   | Dunărea Galați    |
|                  | Astra Ploiești     | 0:1                   | Petrolul Ploiești |
|                  | Rapid Bukarest     | 5:0                   | CS Otopeni        |
|                  | FC Timișoara       | 2:0                   | Steaua Bukarest   |

## Viertelfinale
| Datum             |                 | Ergebnis |                    |
| ----------------- | --------------- | -------- | ------------------ |
| 7. Dezember 2011  | Rapid Bukarest  | 2:0      | Pandurii Târgu Jiu |
| 8. Dezember 2011  | FC Timișoara    | 0:1      | Gaz Metan Mediaș   |
|                   | Dinamo Bukarest | 2:1      | Petrolul Ploiești  |
| 15. Dezember 2011 | Oțelul Galați   | 2:3      | FC Vaslui          |

## Halbfinale
| Datum                        |                 | Gesamt    |                  | Hinspiel | Rückspiel |
| ---------------------------- | --------------- | --------- | ---------------- | -------- | --------- |
| 28, März 2012/11. April 2012 | FC Vaslui       | 2:4       | Rapid Bukarest   | 0:1      | 2:3       |
| 29. März 2012/11. April 2012 | Dinamo Bukarest | (a)2:2(a) | Gaz Metan Mediaș | 1:0      | 1:2       |

## Finale
| Paarung         | Dinamo Bukarest – Rapid Bukarest |
| Ergebnis        | 1:0 (0:0) |
| Datum           | 23. Mai 2012 |
| Stadion         | Arena Națională, Bukarest |
| Zuschauer       | 50.000 |
| Schiedsrichter  | Daniele Orsato (Schio, Italien) |
| Tore            | 1:0 Adrian Scarlatache (58.) |
| Dinamo Bukarest | Kristijan Naumovski, Srdjan Luchin, Dragoș Grigore, Cosmin Moți, Adrian Scarlatache, Alexandru Curtean, Laurențiu Rus, Djakaridja Koné, Marius Alexe (67. Cristian Pulhac), Marius Niculae (81. George Țucudean), Ionel Dănciulescu (71. Cătălin Munteanu) Cheftrainer: Dario Bonetti ( Italien) |
| Rapid Bukarest  | Dănuț Coman, Mihai Roman, Marcos António, Cristian Oros, Vladimir Božović, Filipe Teixeira, Dan Alexa (80. Alexandru Ioniță), Nicolae Grigore, Ciprian Deac, Ovidiu Herea (74. Daniel Pancu), Romeo Surdu (59. Ștefan Grigorie) Cheftrainer: Răzvan Lucescu                                      |